# 凌志RX
凌志RX（Lexus RX）是一款由凌志自1997年開始設計製造的豪华运动型多用途车。

## 概要

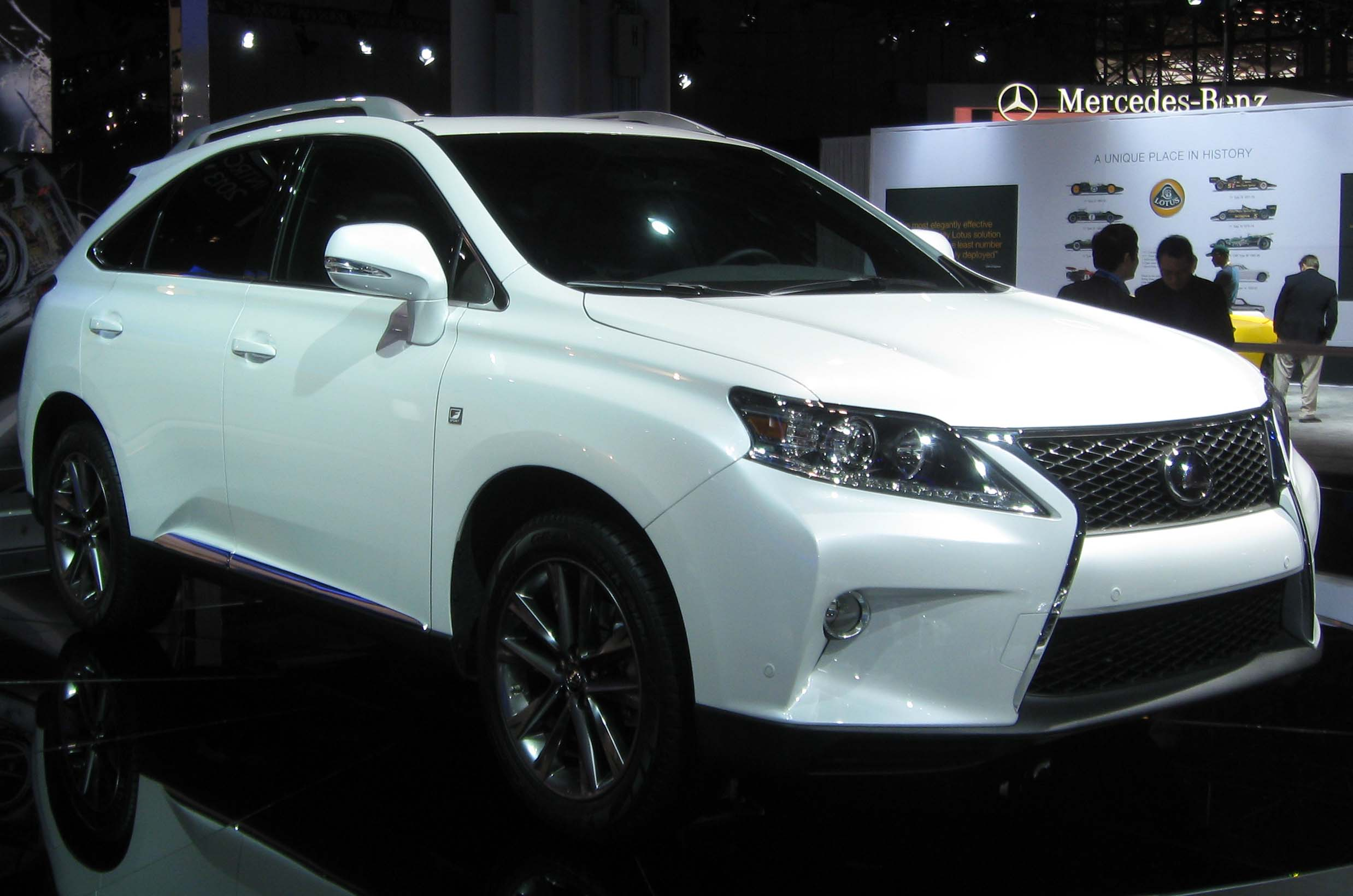
Lexus RX F Sport

凌志RX的車名「RX」是指「Radiant Crossover（明亮的跨界休旅車）」。一直以來，SUV由於其源於皮卡構造的特性使其與高實用性及高越野性能息息相連，卻缺乏與高舒適性和高級豪華的關聯性。凌志將SUV的優點和高級轎車的優點相結合，創建了豪華都市跨界SUV這一新的車系。
憑藉凌志RX優異的極高可靠性，使其一氣成為凌志旗下最暢銷車型。尤其在北美，凌志RX的銷量甚至使凌志在日本的工廠製造數量供不應求，因此凌志從2003年9月開始在加拿大TMMC工廠同時生產凌志RX。凌志RX也是第一款在日本以外投入生產的凌志車款。2013年，加拿大政府向凌志TMMC工廠投資3千4百萬美元贊助凌志RX在北美的進一步增產。
隨著凌志RX的成功，BMW，保時捷，奧迪，捷豹，賓利，藍寶堅尼，瑪莎拉蒂，Aston Martin等等與高車身車型本來無緣的高級汽車廠商都紛紛推出了或計劃推出自身品牌的豪華跨界休旅車款系。

## 第一代
於1997年2月9日首次以代號SLV的概念车身份在芝加哥車展中亮相，第一代的凌志RX在日本九州生產。
主要競爭車型包括：Mercedes-Benz M-Class、BMW X5等。

## 第二代
2005年凌志推出了凌志第一款混合動力車型RX400h。同時RX也成為了世界第一款擁有混合動力車型的豪華SUV。
主要競爭車型包括：Mercedes-Benz M-Class、BMW X5、Acura MDX、Infiniti FX等。

## 第三代

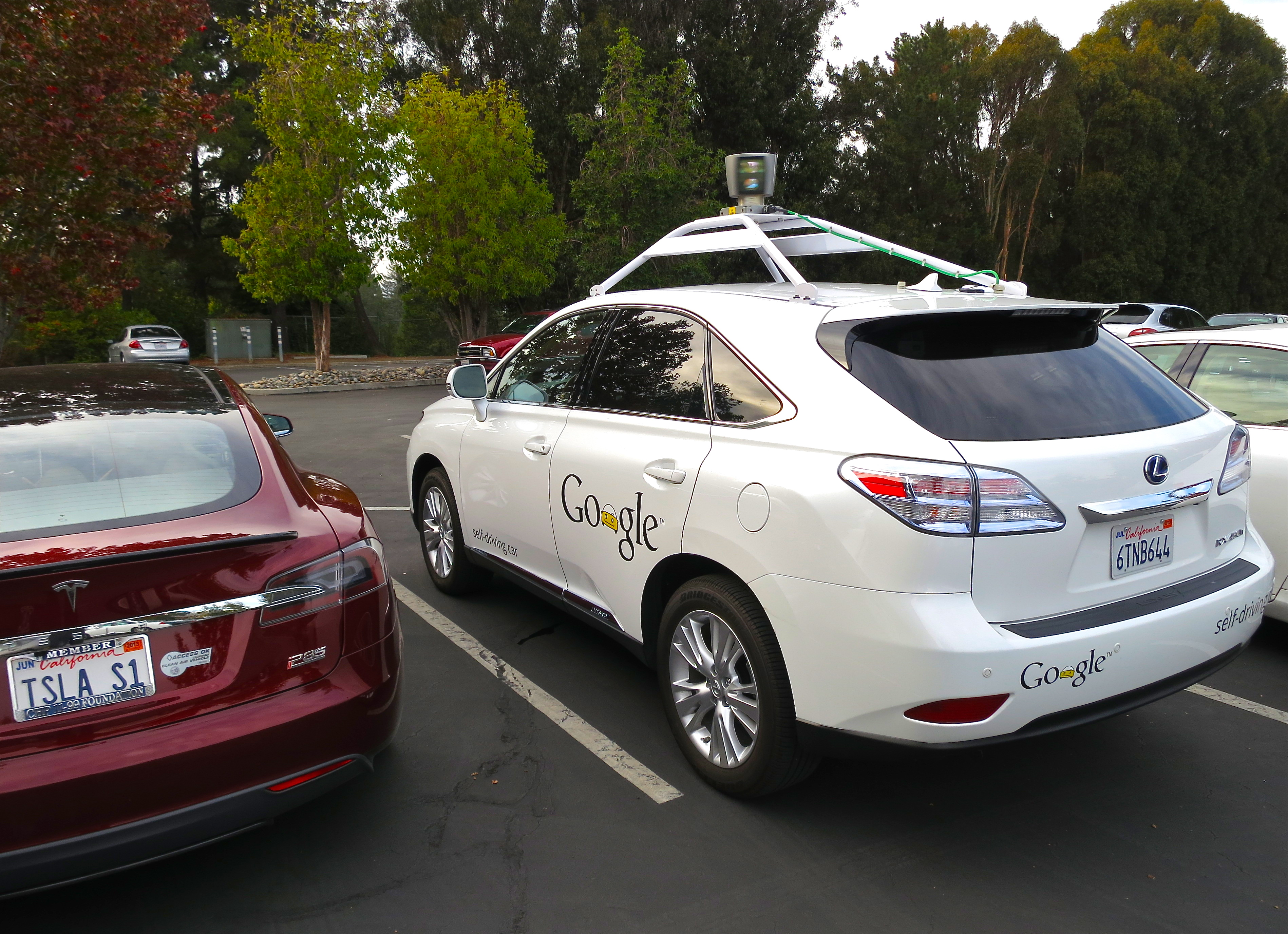
谷歌全自動駕駛車RX

2012年凌志RX導入了全新的凌志家族紡錘型水箱護罩（Spindle Grille）。並推出了重視運動性能的F Sport車型。
凭藉凌志RX优秀的电子系统和高可靠性，第3代RX被谷歌选为Google self-driving car project（谷歌全自动驾驶汽车工程）的Test Car。
主要競爭車型包括：Mercedes-Benz M-Class、BMW X5、Acura MDX、Infiniti QX70、Porsche Cayenne、Audi Q7、Cadillac SRX、Lincoln MKX等。

## 第四代

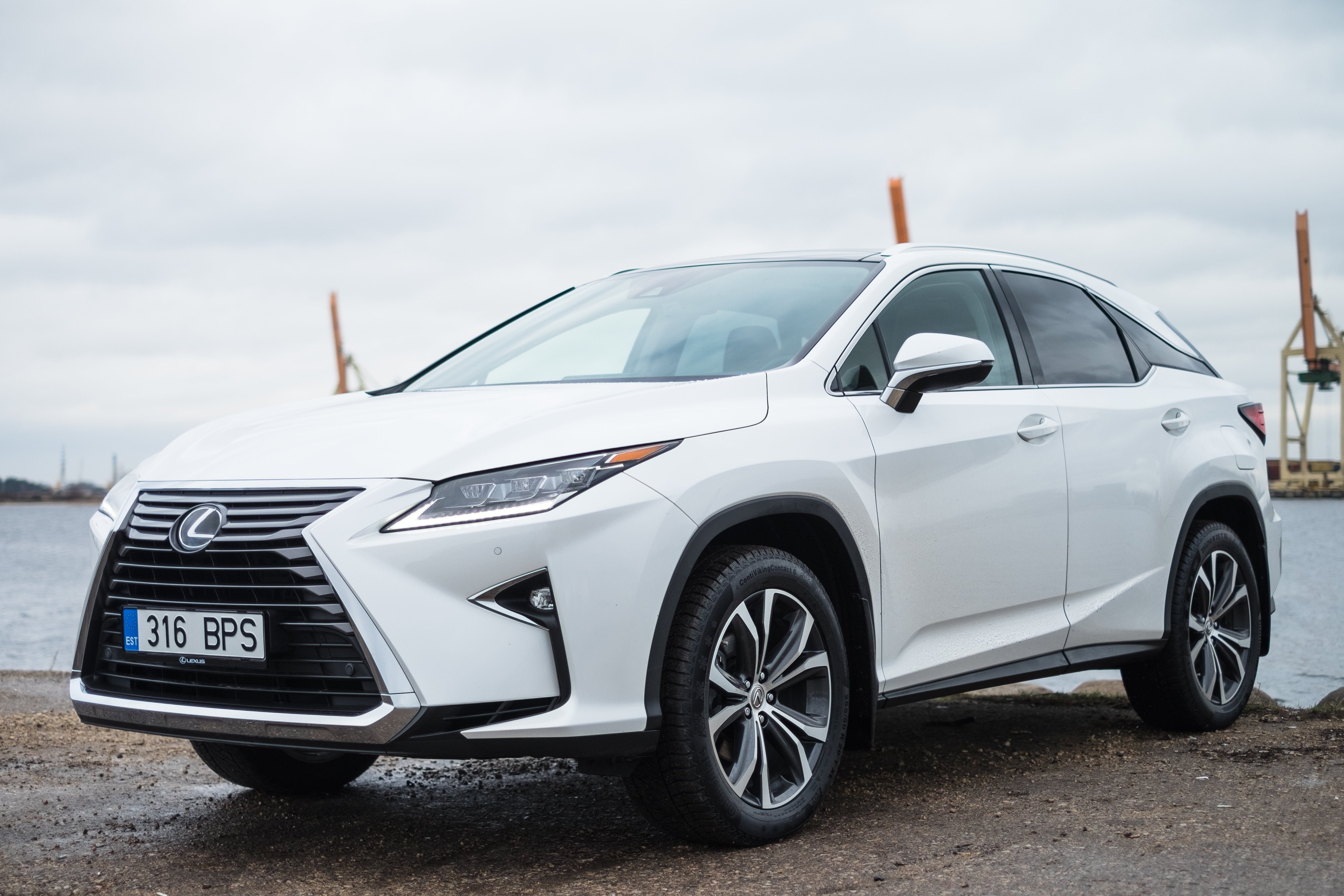
第四代凌志RX

主要競爭車型包括：Mercedes-Benz GLE-Class、BMW X5、Acura MDX、Infiniti QX70、Porsche Cayenne、Audi Q7、Cadillac SRX、Lincoln MKX等。